# Amtsgericht Rawitsch
Das Amtsgericht Rawitsch war ein preußisches Amtsgericht mit Sitz in Rawitsch (Provinz Posen).

## Geschichte
Das königlich preußische Amtsgericht Rawitsch wurde mit Wirkung zum 1. Oktober 1879 als eines von sieben Amtsgerichten im Bezirk des Landgerichtes Lissa im Bezirk des Oberlandesgerichtes Posen gebildet. Der Sitz des Gerichtes war Rawitsch. Sein Gerichtsbezirk umfasste den Kreis Kröben ohne den Teil, der den Amtsgerichten Bojanowo und Gostyn zugeordnet war. Am Gericht bestanden 1880 vier Richterstellen. Das Amtsgericht war damit ein großes Amtsgericht im Landgerichtsbezirk. Gerichtstage wurden in Jarotschin gehalten. Der Amtsgerichtsbezirk kam aufgrund des Versailler Vertrages 1919 zu Polen, und das Amtsgericht stellte seine Arbeit ein. An seine Stelle trat das polnische Sąd Powiatowy w Rawiczu. Im Jahre 1939 wurde Polen deutsch besetzt. Im Rahmen der Neuorganisation der Gerichte in Ostdeutschland und im ehemaligen Polen wurden das Amtsgericht Rawitsch neu gebildet und erneut dem Landgericht Lissa zugeordnet.
Im Jahre 1945 wurde der Amtsgerichtsbezirk unter polnische Verwaltung gestellt, und die deutschen Einwohner wurden vertrieben. Damit endete auch die Geschichte des Amtsgerichtes Rawitsch. Unter polnischer Verwaltung entstand das Sąd Rejonowy w Rawiczu (1950–1975: Sąd Powiatowy w Rawiczu).